# Jussi Jääskeläinen

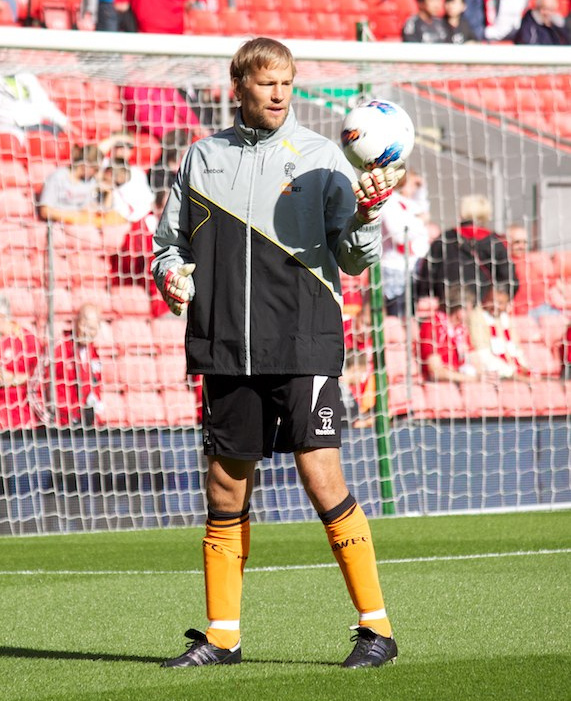
Jussi Jääskeläinen (2011)

Jussi Albert Jääskeläinen (* 19. dubna 1975, Mikkeli, Finsko) je bývalý finský fotbalový brankář a bývalý reprezentant, který působil zejména v anglické Premier League.
Bývá označován jako legenda klubu Bolton Wanderers ale určitě by se dalo zmínit i působení v Londýnském klubu West Ham United FC
V roce 2007 se stal ve Finsku fotbalistou roku dle novinářů i Finské fotbalové asociace.

## Klubová kariéra
- Mikkelin Palloilijat (mládež)
- Mikkelin Palloilijat 1992–1995
- Vaasan Palloseura 1996–1997
- Bolton Wanderers FC 1997–2012
- West Ham United FC 2012–2015
- Wigan Athletic FC 2015–

## Reprezentační kariéra
Nastupoval za finský reprezentační výběr do 21 let.
V A-mužstvu Finska debutoval 25. 3. 1998 v přátelském střetnutí v Attardu proti reprezentaci Malty (výhra 2:0).
Celkem odehrál v letech 1998–2010 za finský národní tým 56 zápasů.